# Reforma ortográfica de la lengua portuguesa de 1971
La reforma ortográfica de 1971 fue una de las referencias sobre la lengua portuguesa adoptada en Brasil mediante la Ley Federal 5765 del 18 de diciembre de 1971.
Reemplazó al Acuerdo Ortográfico de 1945 en Brasil, que seguía siendo gobernado por el Formulario Ortográfico de 1943. La diferencia con esta es múltiple, especialmente en el uso de palabras con acento diacrítico (pilôto-piloto). El 22 de abril de 1971, la Academia Brasileña de Letras y Academia de Ciencias de Lisboa emitieron un dictamen conjunto, indicando todos los cambios que se implantarían.

## Cambios
Esta reforma ortográfica, a diferencia de otras normas ortográficas, tales como el Formulario Ortográfico de 1943 o el Acuerdo Ortográfico de 1990, apenas simplificó las reglas de acentuación. De las diez reglas hasta entonces vigentes, dos fueron abolidas:
1. Oxítonas terminadas en a(s); e(s); é(s); o(s); e ó(s); así como en em y ens donde debería ser ẽ.
2. Paroxítonas terminadas en r; x; n; l; diptongos; i(s); u(s); um; uns; ão(s); ps; o ã(s).
3. Todas las proparoxítonas sin excepción.
4. I y u, cuando son la segunda vocal del hiato sola o seguida de s en la sílaba, excepto antes de nh.
5. E y o tónicas cerradas.
6. Llevan acento grave las palabras derivadas de una raíz con acento agudo, pero que han recibido un sufijo que empieza por z o el sufijo mente.
7. Lleva diéresis la u átona de los grupos gue; gui; que; y qui.
8. La primera vocal de los diptongos éu(s); ói(s); y éi(s) cuando es abierta; ôo(s) cuando es cerrada;[3] y êem y êm cuando indican la tercera persona del plural.
9. Cuando debería ser hiato, pero es diptongo.
10. Se emplea el acento grave en la crasis.

### Pérdida de acentos diacríticos
En Portugal, entre 1911 y 1945, así como en Brasil entre 1943 y 1971, se empleó un recurso denominado acento diacrítico (en portugués: acento diferencial). Dada la existencia de muchas palabras homógrafas, pero no homófonas, se juzgó necesario crear distinciones entre ellas:
- pilôto (sustantivo) / piloto (ó[3]) (del verbo pilotar);
- côr («color») / Cor (ó) («corazón»);
- êle (pronombre personal) / ele (é) (nombre de la letra L);
- êsse (pronombre demostrativo) / esse (é) (nombre de la letra S)
- govêrno (sustantivo) / governo (é) (verbo);
- êste (pronombre) / este (é) (punto cardinal)

#### Excepciones mantenidas
Se mantuvieron algunos usos del acento diacrítico:
- por (preposición) / pôr (verbo «poner»)
- pode (verbo poder, presente) / pôde (verbo poder, pretérito perfecto)
- pera (forma arcaica de pedra, «piedra») / pêra
- polo (palabra átona, forma antigua de pelo, «por el») / pólo
- pelo, pela(s) (contracción) / pêlo (sustantivo) /  pélo, péla(s) (verbo pelar, presente)
- coa(s) (contracción de com + a(s), «con la(s)», muy común en poesía) / côa(s) (verbo coar)
- tem (presente «tiene», imperativo «ten»), vem («viene», «ven») / têm («tienen»), vêm («vienen»)
- para (preposición) / pára (verbo parar)

Facultativamente:
- forma / fôrma"
- demos (pretérito) / dêmos (presente de subjuntivo)

### Pérdida del acento grave de las sílabas subtónicas
Hasta entonces, todas las palabras con acento gráfico, al ser transformadas mediante un sufijo (-mente, -zinho, -zal, etc.), lo mantenían:
- econômica > econômicamente (regla abolida en 1971 junto con la del acento grave)
- conseqüente > conseqüentemente (regla abolida con la entrada en vigor del Acuerdo Ortográfico de 1990)
- cristã > cristãmente (regla mantenida).

Sin embargo, si la palabra original tuviera acento agudo (´), con la adición del sufijo, pasaba a escribirse con acento grave (`):
- inegável > inegàvelmente
- indelével > indelèvelmente
- sensível > sensìvelmente

Este reforma gráfica, también presente en el Acuerdo Ortográfico de 1945 en Portugal, fue abolida dos años después, en 1973.
Excepción: Si la palabra original se escribiera con virgulilla (~), esta se debía mantener en las palabras derivadas. Ejemplos: irmão - irmãmente; vilão - vilãmente; etc.

#### Casos de conservación del acento grave
- à (contracción de la preposición a con el artículo definido a).
- às (contracción de la preposición a con el artículo femenino as).
- àquele(s) (contracción de la preposición a con el pronombre aquele(s)).
- àquela(s) (contracción de la preposición a con el pronombre aquela(s)).
- àquilo (contracción de la preposición a con el pronombre aquilo)
- àqueloutro(s) (contracción de la preposición a con el pronombre demostrativo aquele contraído con el pronombre indefinido outro(s))
- àqueloutra(s) (contracción de la preposición a con el pronombre demostrativo aquela contraído con el pronombre indefinido outra(s))